# Mesoprionus zarudnii
Mesoprionus zarudnii là một loài bọ cánh cứng trong họ Cerambycidae.